# Echinogammarus obtusatus
Echinogammarus obtusatus är en kräftdjursart som först beskrevs av E. Dahl 1938.  Echinogammarus obtusatus ingår i släktet Echinogammarus och familjen Gammaridae. Inga underarter finns listade i Catalogue of Life.